# Доютрув
Доютрув (пол. Dojutrów) — село в Польщі, у гміні Блізанув Каліського повіту Великопольського воєводства.
У 1975-1998 роках село належало до Каліського воєводства.